# Natthaj
Natthaj (Carcharhinus signatus) är en art i familjen gråhajar (Carcharhinidae).
Den förekommer i subtropiska regioner av västra Atlantiska oceanen mellan 43° nordlig och 43° sydlig bredd från vattenytan till 600 meters djup. Längden går upp till 2,8 meter. Djurets ryggfena är jämförelsevis liten. Färgen är gråbrun på ovansidan och vitaktig på buken med fina markeringar.
Hajens föda består huvudsakligen av benfiskar och bläckfiskar. Den fintandade hajen lägger inga ägg utan föder full utvecklade ungar. Det är inte känt att hajen är farlig för människor.